# Automatisches Melksystem

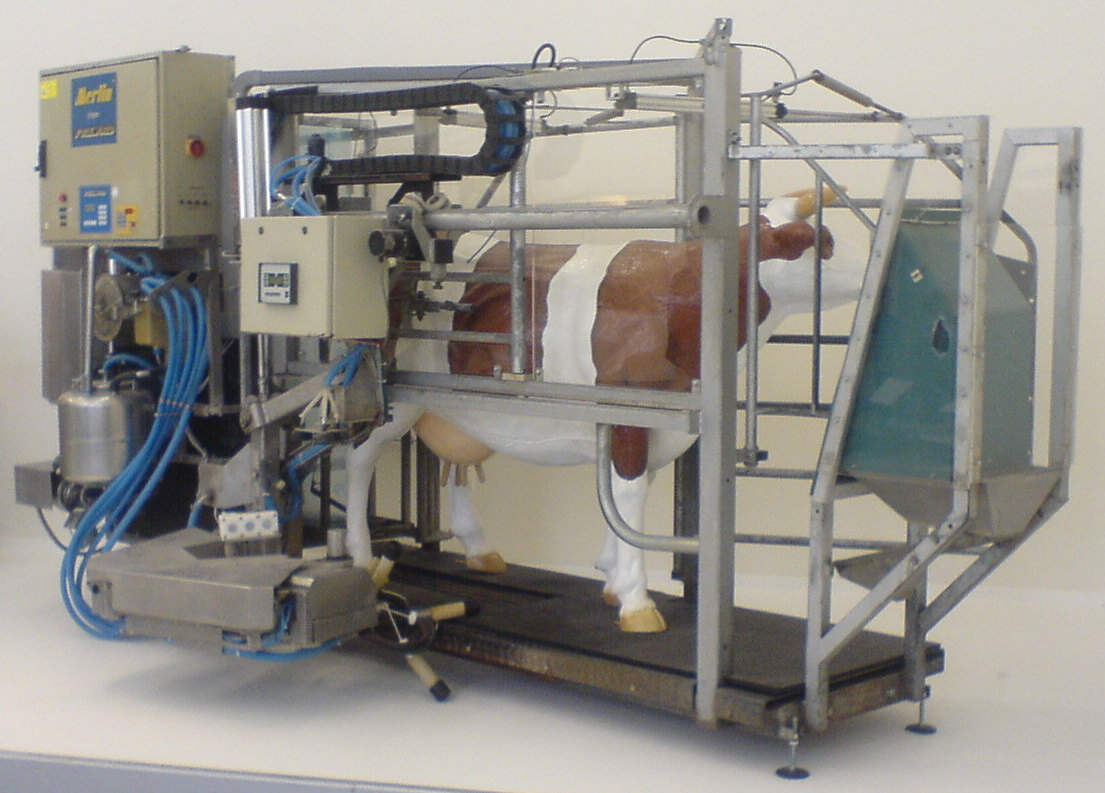
Ein Melkroboter im Deutschen Museum in München

Typisches Stall-Layout

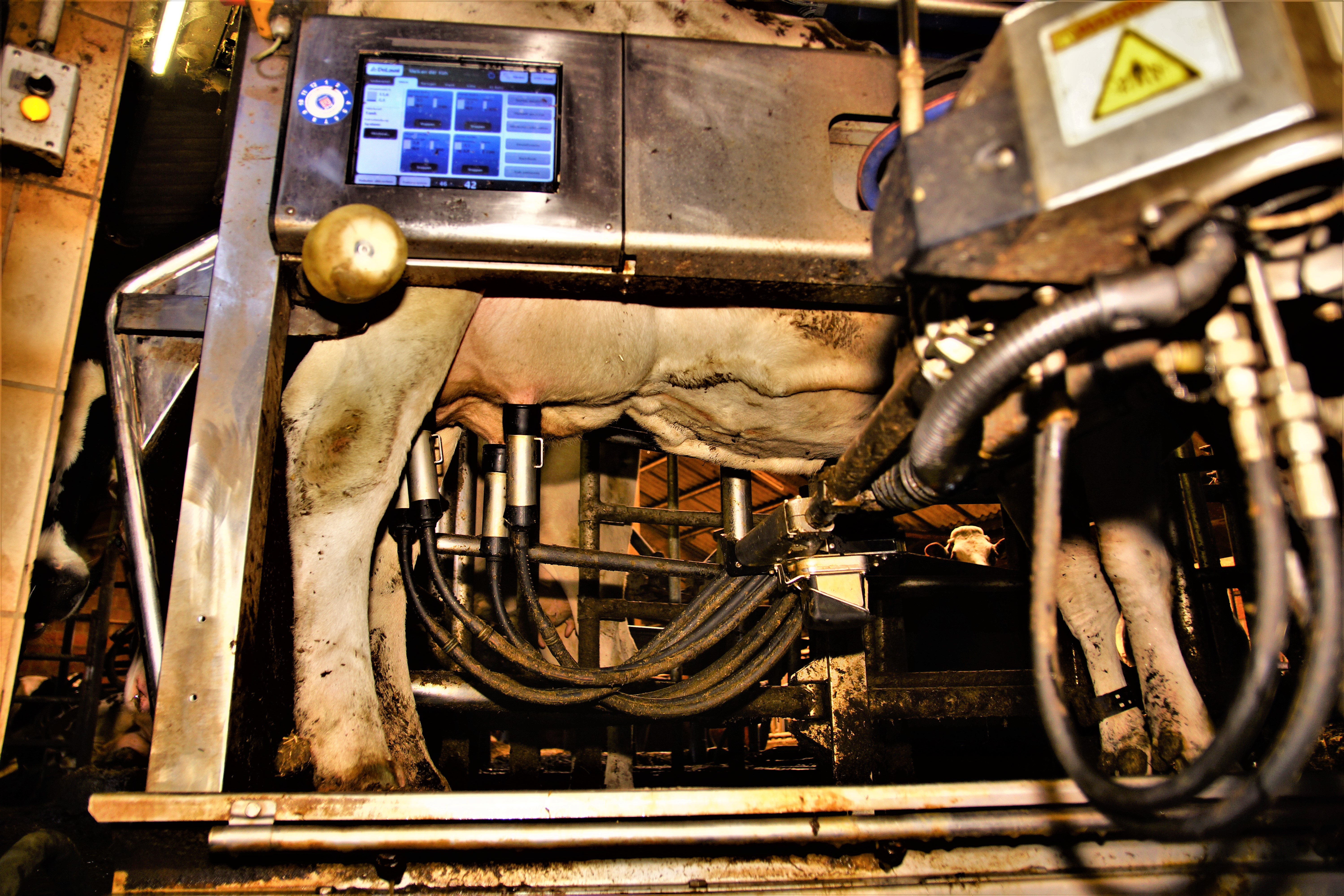
Ein Melkroboter von DeLaval im Praxisbetrieb

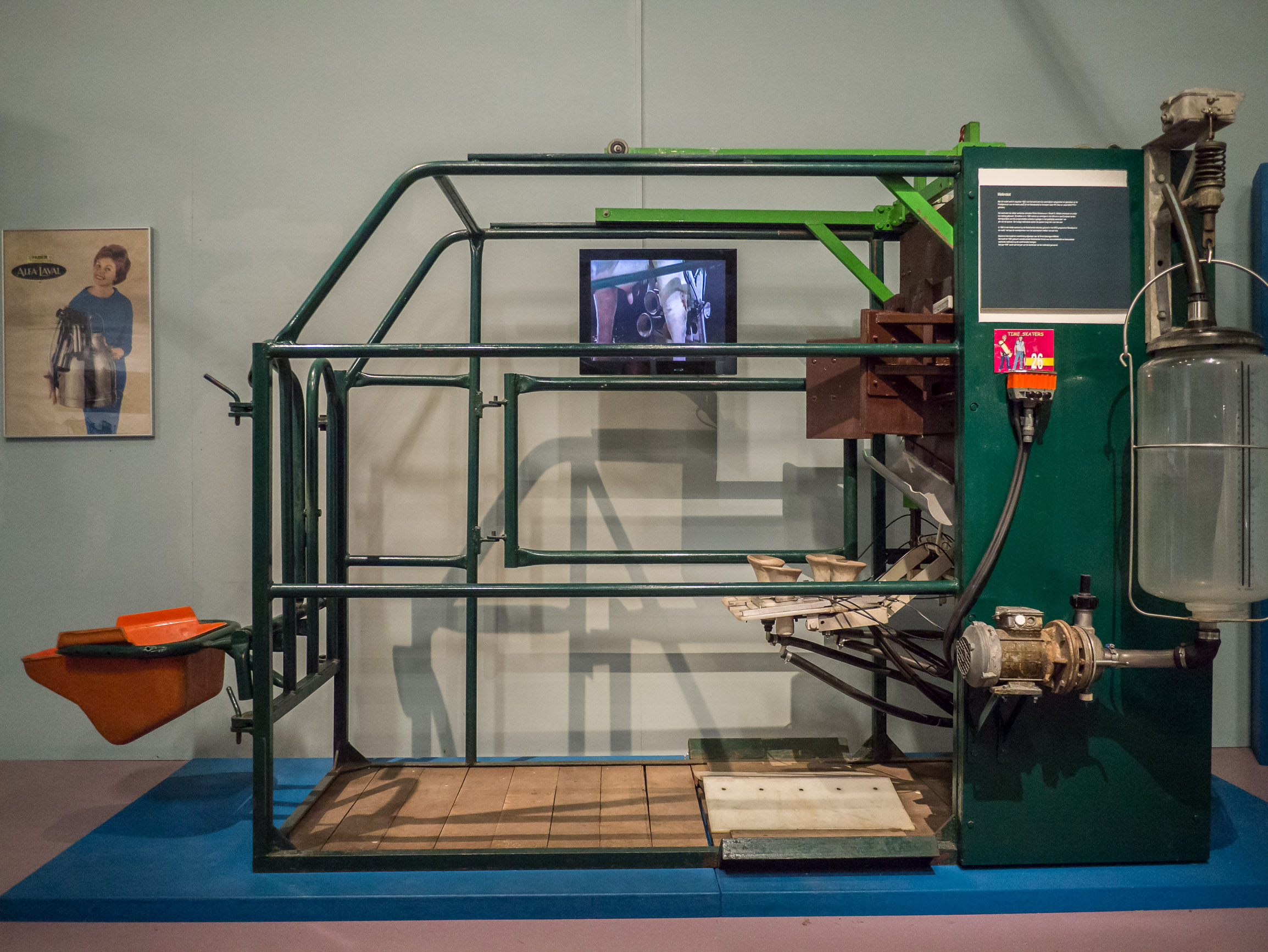
Prototyp, 1983

Ein Automatisches Melksystem (kurz: AMS) (auch Melkroboter) ist ein automatisiertes System zum Melken von Kühen.
Das Melkgeschirr wird dabei automatisch und ohne jegliche manuelle Hilfe mit Erkennungssystemen auf Basis von Ultraschall, Laser und optischen Sensoren an das Euter der Kuh angeschlossen. Beim Melkroboter wird meistens mit einer Teilmischration
gearbeitet. Es wird also Kraftfutter als Lockmittel eingesetzt und gleichzeitig durch die Wahl der Menge auf den jeweiligen tierindividuellen Bedarf eingegangen.

## Vorteile
Automatische Melksysteme erfordern kaum schwere körperliche Arbeit.  Der Betriebsleiter ist zeitlich nicht gebunden, denn bei konventioneller Melktechnik muss er zweimal täglich im Abstand von 10 bis 14 Stunden melken. Aufgrund des Funktionsprinzips sind Melkroboter automatisch mit einer umfangreichen Datenerfassung ausgestattet. In erster Linie dient die Technik dazu, nicht verkehrsfähige Milch aufzuspüren. Außerdem muss der Roboter die Kühe auflisten, die längere Zeit nicht zum Melken erschienen sind. Diese muss der Landwirt dann im Stall suchen und bis in den Roboter bringen.
Die Technik dient außerdem der besseren Kontrolle der Tiergesundheit und der Brunstkontrolle. Klauenkranke Kühe werden schnell aufgespürt, da sie den Roboter aufgrund der krankheitsbedingten Schmerzen seltener aufsuchen. Milchtemperatur, Milchinhaltsstoffe, Milchmenge und teils das Körpergewicht werden bei jeder Melkung erfasst. Da der Melkroboter die Daten des Vortages kennt, und zum Beispiel bei Fieberschüben die Milchleistung einer Kuh von 35 auf 30 Liter täglich abfällt, wird diese Kuh als potentiell krank auf einer Liste ausgegeben. Der Landwirt kann nun mit einer Intensivkontrolle des Tieres beginnen und gegebenenfalls den Tierarzt rufen oder die Fütterung korrigieren. In Melkständen ist diese Datenerfassung oft nicht verbaut.
Somit ist eine frühe Erkennung von Krankheiten auch bei großen Kuhzahlen gewährleistet.
Kennzahlen wie Kraftfutterverbrauch je Kilogramm Milch oder Melkgeschwindigkeit je Minute dienen langfristig der Selektion leistungsfähiger, gesunder Kühe und ermöglichen eine Kontrolle der Zucht.
Individualisiert werden kann das Vakuum, die Pulsation, der Zeitpunkt der Abnahme sowie die Stimulationsintensität. So können z. B. Kühe, die Probleme mit der Oxytocinbildung haben, stärker stimuliert werden. Zudem ist ein Ausmelken einer beginnenden Mastitis frühzeitig durch Verlängern des Melkprozesses möglich.
Dadurch, dass ein Melkroboter ein abgeschlossener Bereich ist, kann die Kuh in Ruhe Kraftfutter fressen, ohne von ranghöheren Kühen verdrängt zu werden. Dies kommt bei reinen Transponderfütterungen vereinzelt vor. Die Kraftfutterrestmengen werden aufgelistet, sodass man jederzeit den Überblick über die tatsächlich verfütterte Menge hat. Auch dies war bei den Transponderstationen der 1990er-Jahre nur selten möglich.
Es besteht bei hohen Herdenleistungen die Möglichkeit, ohne Mehraufwand mehrmals täglich zu melken. Der Raumbedarf für Roboter ist sehr gering.

## Nachteile
Als Nachteile werden oft die Erstinvestitionskosten genannt. Ein Melkroboterplatz für etwa 60 Kühe kostet in der Anschaffung zwischen 50.000 und 150.000 Euro. Melkstände für die gleiche Kuhzahl sind oft günstiger. Beim Vergleich muss man fairerweise die Kosten einer Transponderfütterung hinzuzählen. Betriebsindividuell sind die Kosten eines Warteraumes vor dem Melkstand, wo die gesamte Herde dichtgedrängt auf den Melkstandeintritt wartet.
Einzelne Kühe können aufgrund der Euterform nicht mit Melkrobotern gemolken werden. Jedoch ist ein so tiefhängendes Euter nicht mehr Bestandteil aktueller Zuchtlinien.

## Geschichte
Versuche zur Entwicklung eines automatischen Melksystems gab es seit den 1980er Jahren. Erstmals dem landwirtschaftlichen Fachpublikum vorgestellt wurde ein Prototyp auf der 3. Agritechnica 1989 von der Firma Düvelsdorf. Seit 1992 wurden die ersten Melkroboter in landwirtschaftlichen Betrieben installiert. Drei Jahre später wurde der Verkauf von der Firma Lely forciert, welche noch heute Marktführer ist. In den skandinavischen Ländern werden heute über 80 % der neuen Ställe mit Melkrobotern ausgestattet, da dort die Faktoren zur Anschaffung insofern am besten erfüllt werden, dass die Betriebe über ausreichend Fläche bei guten Tierleistungen verfügen und oft eine Fremdarbeitskraft einsparen können. In Deutschland waren Ende 2008 circa 9000 Anlagen in Betrieb.
Außerhalb von Europa werden kaum Melkroboter eingesetzt. In Ländern wie den USA, Japan oder Neuseeland sind entweder die Betriebe zu groß, die Arbeitskräfte zu billig oder der Milchpreis ist zu unsicher, um diese hohe Investition zu riskieren (im Frühjahr 2009 kostete eine Einboxenanlage rund 150.000 Euro).

## Systemarten
Moderne Automatische Melksysteme werden als Einboxen- oder Mehrboxensysteme angeboten.
Bei Einboxanlagen ist der Ansetzroboter fest mit der Melkbox verbunden. Bei Mehrboxsystemen fährt der Ansetzroboter auf seitlich angebrachten Schienen von Box zu Box. Eine Vielzahl von elektronischen Baugruppen sichert dabei die Steuerung des gesamten Systems und die effektive Auswertung aller relevanten Daten zur Milch und zum Tier.

## Funktionen
Die tägliche Leistung (abhängig vom Hersteller) einer Ein-Box-Anlage beträgt etwa 170 bis 200 Melkungen pro Tag, d. h. es können pro Melkbox etwa 60 bis 70 Kühe gemolken werden. Mit einem Fünf-Box-System können folglich bis zu 700 Melkvorgänge pro Tag realisiert werden.
In den meisten Fällen werden die Kühe im freien Kuhverkehr durch Kraftfutter in der Melkstation angelockt. Per Transponder wird das Tier erkannt. Falls eine Melkberechtigung besteht, werden der Kuh bis zu drei Sorten Kraftfutter zugeteilt. Falls das Tier jedoch bereits vor kurzer Zeit gemolken wurde, wird es maschinell aus der Anlage getrieben ohne an Kraftfutter zu gelangen. Dementsprechend dauert es eine gewisse Zeit, bis die Kühe selbst realistisch einschätzen können, wie oft sie Futter erhalten und gemolken werden. Nach einer meist feuchten Reinigung der Zitzen wird mit dem Melken begonnen. Anschließend werden die Zitzen gedippt, um sie vor Keimen zu schützen.
Moderne Systeme sind außerdem in der Lage, während des Melkvorgangs automatisch Milch mit Klumpen oder Blut auszusortieren. Tests  ergaben, dass diese Systeme sehr genau arbeiten können und alle nicht verkehrsfähige Milch aussortieren, ohne dabei irrtümlich einwandfreie Milch zu verschwenden.

## Hersteller

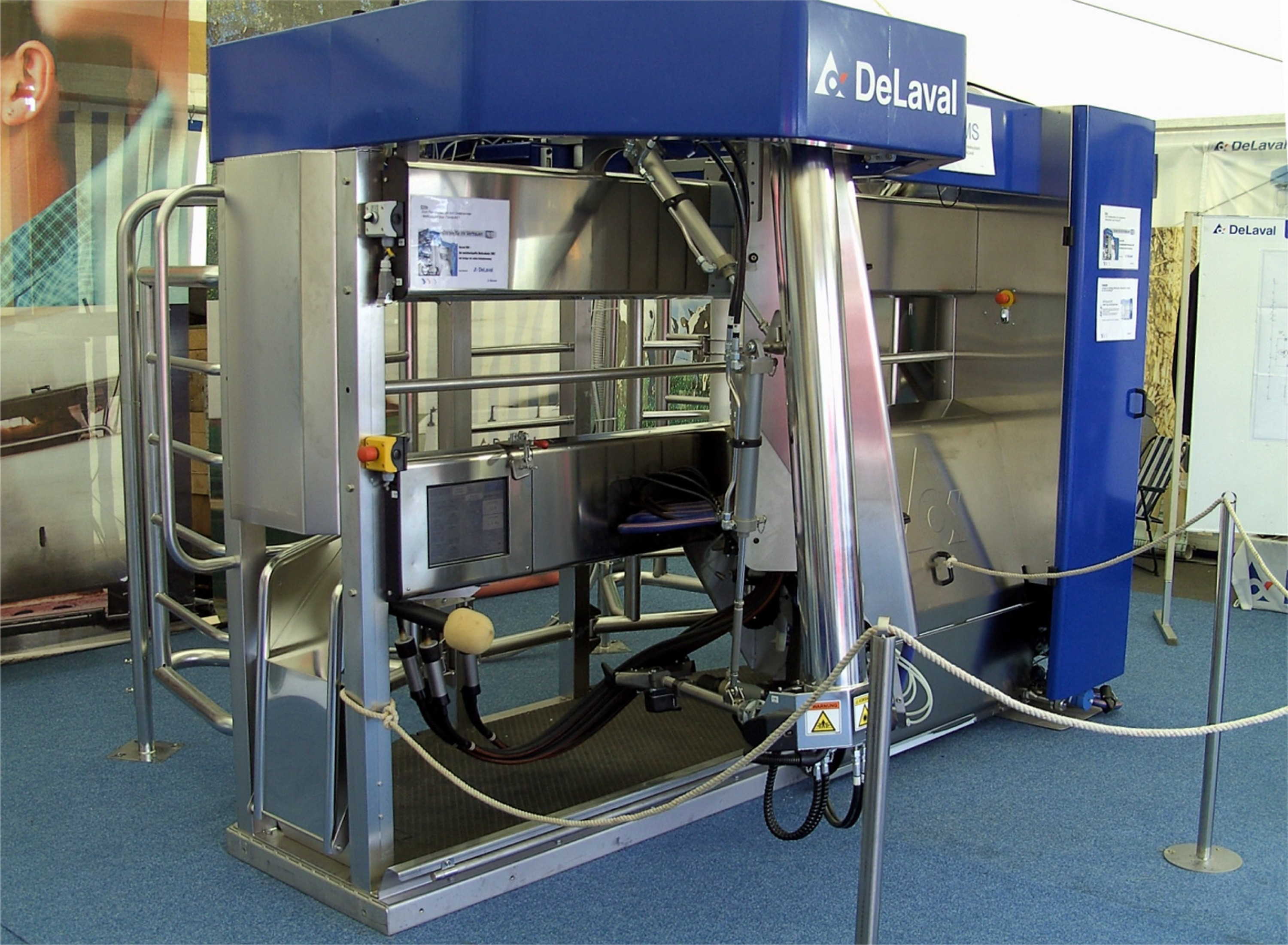
VMS Melksystem von DeLaval

Hersteller Automatischer Melksysteme sind unter anderem
- LELY
- DeLaval
- Lemmer Fullwood
- SAC Melkroboter
- Insentec
- GEA Farm Technologies
- BouMatic Robotics